# 256. Infanterie-Division (Wehrmacht)
Die 256. Infanterie-Division war ein militärischer Großverband der Wehrmacht im Deutschen Reich. Die Division war auch unter der Bezeichnung Das grüne Regiment bekannt.
Die Division wurde am 26. August 1939 als Division 4. Aufstellungswelle aus den Ergänzungseinheiten des Wehrkreises IV und zu einem Drittel des Wehrkreises XIII zusammengestellt.
Die Auflösung erfolgte am 21. Juli 1944 nach ihrem Einsatz bei Wizebsk. Im September 1944 wurde die Division als 256. Volksgrenadier-Division neu aufgestellt. Dabei bestand sie hauptsächlich aus unerfahrenen Personen oder Volkssturmangehörigen.

## Geschichte

### Aufstellung
Die 256. ID wurde am 26. August 1939 zu einem Drittel aus Abgaben des Wehrkreises XIII und den Ergänzungseinheiten des Wehrkreises IV als Infanterie-Division der 4. Aufstellungswelle aufgestellt.

### Westfeldzug
Während des Westfeldzugs im Juni 1940 wurde die Division in der Bretagne eingesetzt.

### Besatzungstruppe Frankreich
In Frankreich blieb sie bis Februar 1941 als Besatzungstruppe.
Am 20. November 1940 musste die 256. ID ein Drittel ihres Personals an die 291. ID abgeben, was jedoch ersetzt wurde.
Im Februar 1941 wurde die Division nach Polen verlegt.

### Unternehmen Barbarossa
Ab Juni 1941 war die Division am Krieg gegen die Sowjetunion beteiligt und stieß auf sowjetisches Staatsgebiet vor. Am 11. April 1943 wurde das Grenadier-Regiment 476 (vormals IR 476) aufgelöst und später am 4. Juli 1944 wieder aufgestellt.

### Auflösung 1944
Die 256. ID wurde am 21. Juli 1944 nach ihrer Vernichtung bei Witebsk aufgelöst.

## 256. Volksgrenadier-Division

### Aufstellung
Um die verlorene Division zu ersetzen, wurde die 568. Volksgrenadier-Division in 256. Volksgrenadier-Division umbenannt, was auf dem Truppenübungsplatz Königsbrück vollzogen wurde.

### Frankreich 1944
Die Division kämpfte im Elsass und nahm im Januar 1945 als eine von vier Infanteriedivisionen des LXXXIX. Korps unter General der Infanterie Gustav Höhne am Unternehmen Nordwind teil, dem Versuch, die Zaberner Steige nördlich von Straßburg zurückzugewinnen. Die Division griff bei Bitche an, aber ihr Angriff wurde nach etwa 10 km Raumgewinn noch weit vor Zabern gestoppt und zurückgeworfen. Danach war die Division in Rückzugsgefechte im Saarland, im Hunsrück und am Mittelrhein verwickelt. Ein Großteil war gefallen, verwundet oder ging in Gefangenschaft.

### Rückzug und Neuaufstellung 1945
Nach diesen Rückzugsgefechten war die 256. Volksgrenadier-Division nahezu aufgerieben; nur 380 Mann gelang am Palmsonntag bei Speyer der Übergang über den Rhein. Diese Reste sammelten sich bei Heidelberg und sollten zur Neuaufstellung nach Thalheim in Sachsen verlegt werden. In ihrer neuen Stellung entlang des Mains von Eltville bis Aschaffenburg, unter dem Kommando von Generalmajor Gerhard Franz, wurde die Division mit etwa 40 Bataillonen des Ersatzheeres sowie ein bis zwei Artillerie-Abteilungen verstärkt, wodurch sie etwa die Hälfte ihrer ursprünglichen Gefechtsstärke erreichte. Den Ersatzeinheiten fehlte jedoch die Kampferfahrung, und es herrschte ein Mangel an Panzerabwehrwaffen und Maschinengewehren, was die Verteidigungsfähigkeit der Division erheblich einschränkte. Die Gefechtsstände befanden sich in Wiesbaden und auf dem Hofgut Trages bei Somborn im Kreis Gelnhausen. Sie war bei der Schlacht um Aschaffenburg im Raum Hanau – Aschaffenburg eingesetzt. Letztlich konnte sie diesen nicht sichern und befand sich in einem permanenten Rückzugsgefecht Richtung Osten.

## Kommandeure

### 256. Infanterie-Division
- Generalleutnant Josef Folttmann: 1. September 1939 bis 10. Januar 1940
- Generalmajor/Generalleutnant Gerhard Kauffmann: 10. Januar 1940 bis 4. Januar 1942, im April 1941 zum Generalleutnant befördert
- Oberst Friedrich Weber: 4. Januar bis 14. Februar 1942
- Oberst/Generalmajor/Generalleutnant Paul Danhauser: 14. Februar 1942 bis 24. November 1943, im April 1942 zum Generalmajor und im März 1943 zum Generalleutnant befördert
- Generalleutnant Albrecht Wüstenhagen: 24. November 1943 bis zu seinem Tod im Felde bei Witebsk im Juni 1944

### 256. Volksgrenadier-Division
- Oberst/Generalmajor Gerhard Franz: 17. September 1944 bis 8. April 1945, im Dezember 1944 zum Generalmajor befördert
- Generalmajor Friedrich „Fritz“ Warnecke: 8. April 1945 bis zur Auflösung

## Generalstabsoffiziere (la)
- Hauptmann Otto Deyhle: ? bis Juni 1940
- Major Albrecht von Warburg: Juni 1940 bis November 1942
- Oberstleutnant Adolf Hornig: November 1942 bis 10. Dezember 1943

## Gliederung
- Infanterie-Regiment 456
- Infanterie-Regiment 476
- Infanterie-Regiment 481
- Artillerie-Regiment 256
- Pionier-Bataillon 256
- Feldersatz-Bataillon 256
- Panzerabwehr-Abteilung 256
- Aufklärungs-Abteilung 256
- Infanterie-Divisions-Nachrichten-Abteilung 256
- Divisions-Nachschubführer 256